# Ентоні Даунс
Ентоні Даунс (англ. Anthony Downs, 21 листопада 1930, м. Еванстон — 2 жовтня 2021, Бетесда)  — визнаний у всьому світі американський учений, який вніс значний вклад у розвиток економіки та політології. Він є експертом у галузі державної політики та державного управління, досліджує проблеми автомобільних заторів. Його дослідження зосереджені на застосуванні економічних моделей для вивчення ієрархічної структури бюрократії, для якої характерні «джерела влади» та «бюрократична негнучкість».
Зокрема, Ентоні Даунс є одним з основоположників теорії раціонального вибору, яка вивчає процеси прийняття рішень людьми, які вибирають найбільш ефективний варіант серед доступних альтернатив. Він вивчав, які фактори впливають на процеси прийняття рішень людьми, включаючи політичні та економічні чинники.
Важливим напрямком досліджень Ентоні Даунса є аналіз проблем транспорту, зокрема автомобільних заторів. Він вивчав причини заторів та шляхи їх подолання, запропонувавши низку рішень, які були успішно впроваджені в практику.

## Освіта
1952 року Ентоні Даунс отримав диплом бакалавра в галузі міжнародних відносин і політичної теорії в Карлтонському коледжі. А 1956 року закінчив Стенфордський університет, здобувши ступінь магістра і науковий ступінь кандидата наук з економіки.

## Кар'єра
У 1952—1962 рр. викладав на факультеті економіки і політології Чиказького університету.
У 1963—1965 рр. був економічним консультантом RAND (англ. Research ANd Development).
З 1959 р. до 1977 р. Ентоні Даунс працював у Корпорації досліджень нерухомості (англ. Real Estate Research Corporation), причому протягом чотирьох років обіймав посаду голови ради директорів.
Даунс був консультантом у найбільших корпораціях і державних установах США. Він працював у Департаменті житлового будівництва і міського розвитку США (англ. Department of Housing and Urban Development або скорочено англ. HUD), Білому домі, IBM та JCPenney.
1967 року президент Ліндон Джонсон включив Даунса до Національної комісії з міських проблем, а 1989 року Джек Кемп, секретар Департаменту житлового будівництва і міського розвитку США, призначив його в Консультативну комісію з регуляторних бар'єрів для доступного житла. Він є довіреною особою Національної асоціації сприяння прогресу кольорового населення (англ. National Association for the Advancement of Colored People або скорочено англ. NAACP).
З 1997 року Даунс — науковий співробітник Брукінгського інституту у Вашингтоні.
З червня 2004 року до березня 2005 року він був запрошеним співробітником Інституту державної політики Каліфорнії (англ. Public Policy Institute of California) в Сан-Франциско.

## Досягнення
Ентоні Даунс є автором і співавтором 24 книг, близько 500 статей і понад 1000 доповідей. Він брав участь у більш ніж 100 організаціях і продовжує читати лекції з економіки та політики у сфері житлового будівництва і міського розвитку; розробив уявлення про розмежування державної політики і політики приватності. На Заході особливої популярності набула розроблена Ентоні Даунсом і вдосконалена Вільямом Рікером та Пітером Ордешуком гіпотеза про раціональний вибір, яка ґрунтується на твердженні, що раціональний виборець бере участь у виборах, виконуючи свій громадянський обов'язок, то він, зрозуміло, у кращому чи навіть найгіршому випадку повинен мати певний зиск від подібної участі, бачити, яким чином його електоральна поведінка вплинула на результати голосування. Але насправді, враховуючи ту обставину, що у виборах беруть участь дуже багато людей, виборців, вплив його рішення на кінцевий результат голосування є не тільки незначним, але й часто навіть непомітним. Рольф Швері вказував, що з погляду особистого інтересу, електоральна поведінка є нераціональною. Цей феномен отримав назву «парадокс голосування». Теорія «раціонального вибору» дала нові можливості пізнання специфіки політичних процесів, кардинально подолала обмеженість структурного функціоналізму і біхевіоризму. Політичний процес у теорії «раціонального вибору» найчастіше описується у вигляді «суспільного вибору», або певного набору так званих сценаріїв «теорії гри» («теорії ігор» у політичній науці Гордона Таллока).

## Модель Хотеллінга-Даунса
1957 року Ентоні Даунс припустив, що кандидати формують політику для того, щоб виграти вибори, а не виграють вибори для того, щоб формулювати політику, і на основі цього побудував базову модель політичної конкуренції. Її передумовами є наявність двох кандидатів у1 і у2, які вибирають позиції в одновимірному політичному просторі R ⊂ S з метою перемоги на виборах, а також «чесних» виборців vі ∈ S, і= 1,..,N, які голосують за найбільш близьку програму (для спрощення будемо вважати, що їхня кількість непарна). Останнє означає, що функція виграшу кожного виборця Uі(vі) задовольняє умову: для будь-яких у1<у2<vі і vі<у2<у1
```
U
і
(
v
і
)>
U
і
(
у
2
)>
U
і
(
у
1
)
```

Слід зауважити, що Даунс фактично перевів у площину політичної конкуренції модель лінійного міста Гарольда Хотеллінга, відмінність полягає в інтерпретації: замість просторової диференціації товару ми спостерігаємо диференціацію платформ в заданому політичному просторі. Зокрема, Даунс як альтернативу розглядав ставку оподаткування і, як наслідок, обсяг фінансування суспільних благ. Виборці з вищим доходом віддадуть перевагу нижчій ставці, і навпаки. Модель Даунса призводить до простого, хоча і не дуже логічного з погляду здорового глузду, результату. Якщо виборці впорядковані v1 ≤ … ≤ vN, то при будь-якому парному виборі перемагає кандидат, який вибрав позицію медіанного виборця:
```
у
1
*=
у
2
*= 
v
(N+1)/2
```

У той же час на практиці цього не відбувається. Спробуємо вказати основні причини розбіжностей:
1. Підтримка кандидатом певної ідеології. Незважаючи на те, що ми припускали стратегічну поведінку кандидатів, можуть існувати і кандидати, які стоять на певних позиціях і намагаються пройти у владу, чесно їх вказуючи.
2. Двохетапні вибори. Цю ситуацію можна спостерігати, зокрема, на американських виборах президента. Спочатку кандидат бореться за висунення від партії і тільки потім за перемогу.
3. «Байдужість» і «відчуження» — неучасть у голосуванні частини виборців.
4. Багатовимірна шкала переваг, при якій наявність рівноваги стає практично неймовірною подією.

## Список основних праць
- Економічна теорія демократії (An Economic Theory of Democracy, 1957);
- Всередині бюрократії (Inside Bureaucracy, 1967);
- Міські проблеми та перспективи (Urban Problems and Prospects, 1970);
- Відкриття передмістя: міська стратегія для Америки (Opening up the suburbs: an urban strategy for america, 1973);
- Федеральні житлові субсидії: як вони працюють? (Federal housing subsidies: how are they working?, 1973);
- Квартали та містобудування (Neighborhoods and urban development, 1981);
- Оренда житла в 1980-х роках (Rental housing in the 1980s, 1983);
- Все ще застряг в дорожньому русі (Still stuck in traffic, 1992);
- Нові погляди столичної Америки (New visions for metropolitan america, 1994);
- Міські справи та міська політика (Urban affairs and urban policy, 1998);
- Політична теорія та громадський вибір (Political theory and public choice, 1998);
- Вибрані есе Ентоні Даунса (The Selected Essays of Anthony Downs, 1998);
- Розвиток менеджменту та доступне житло (Growth management and affordable housing, 2004);
- Витрати на розростання: економічні наслідки неконтрольованого розвитку (Sprawl costs: economic impacts of unchecked development, 2005);
- Ніагарський капітал (A Niagara of capital, 2007);
- Нерухомість і фінансова криза (Real estate and the financial crisis, 2009).